# Ernst Ludwig von Lenthe
Ernst Ludwig von Lenthe, auch Louis von Lenthe (* 22. November 1823 in Knesebeck; † 7. Februar 1888 in Hannover) war ein deutscher Jurist und Reichstagsabgeordneter.
Lenthe studierte ab 1846 Rechtswissenschaften an der Universität Göttingen und trat dort dem Corps Lunaburgia bei. Nach Abschluss der Ausbildung wurde er Syndikus in Lüneburg. 1856 wurde er Mitglied der I. Kammer des Parlaments von Hannover, 1864 zweiter Generalsyndikus, 1868 Oberappellationsgerichtsrat in Celle. 1871 wurde er Reichstagsmitglied für die Deutsch-Hannoversche Partei im Wahlkreis Provinz Hannover 9 (Wennigsen-Calenberg-Münder-Hameln). Im Reichstag hospitierte er bei der Zentrumsfraktion. Nachdem er 1873 die Wahl verloren hatte, gewann er in einer Nachwahl 1876, die wegen des Todes des Abgeordneten August Brande erforderlich geworden war, den Wahlkreis zurück. 1877 gewann er in einer Nachwahl den Wahlkreis erneut und gehörte zunächst bis 1884 dem Reichstag an, dann wieder von 1887 bis 1893.